# サボイ・トラッフル
「サボイ・トラッフル」（Savoy Truffle）は、ビートルズの楽曲である。1968年に発売された9作目のイギリス盤公式オリジナル・アルバム『ザ・ビートルズ』に収録された。ジョージ・ハリスンによって作詞作曲された楽曲で、ハリスンの友人で「ホワイル・マイ・ギター・ジェントリー・ウィープス」でリードギターを弾いたエリック・クラプトンが、虫歯であるにもかかわらずチョコレートを大量に摂取していたというエピソードがモチーフとなっている。歌詞もクラプトンへの警告となっている。
アルバム『ザ・ビートルズ』のためのセッションの終盤にあたる1968年10月にレコーディングされた。ソウルの要素を持ったロック調の本作は、2年にわたってシタールを研究していたハリスンが、ギターを主体としたロックの路線に復帰した楽曲となっている。クリス・トーマスがアレンジを手がけたホーン・セクションが、コンプレッサーを強めにかけて含まれている。また、歌詞の中ではポール・マッカートニー作の「オブ・ラ・ディ、オブ・ラ・ダ」への言及も見られる。
楽曲発表後、音楽評論家から肯定的な評価を得たほか、多数のアーティストによってカバー・バージョンが発表された。

## 背景・曲の構成
ジョージ・ハリスンは、1968年9月に「サボイ・トラッフル」を書いた。同月21日に発行された『NME』誌に掲載された記事で、ハリスンは「『おい、あれは何なんだ？あれはどういう意味なんだ？』と聞いてくる連中には、少しばかりウンザリしていて、何の意味もない曲を書こうと思っている」と語っている。ハリスンは、1965年に発表された「ノルウェーの森」でシタールを演奏したのをきっかけに、1966年よりラヴィ・シャンカルのもとでシタールについて学んでいたが、1968年に入ってからは再びギターを主体とした楽曲を書くようになっていた。これについて、『NME』誌の記事でハリスンは「僕は再びロッカーになった」と宣言し、「もう『神秘的なビートル・ジョージ』のイメージに拘泥するつもりはない。未だに万事が『ウィズイン・ユー・ウィズアウト・ユー』だけど、もうそっち方面に向かうつもりはない。なぜなら今の僕はロックンロール・スターになろうとしてるんだ!」と語っている。

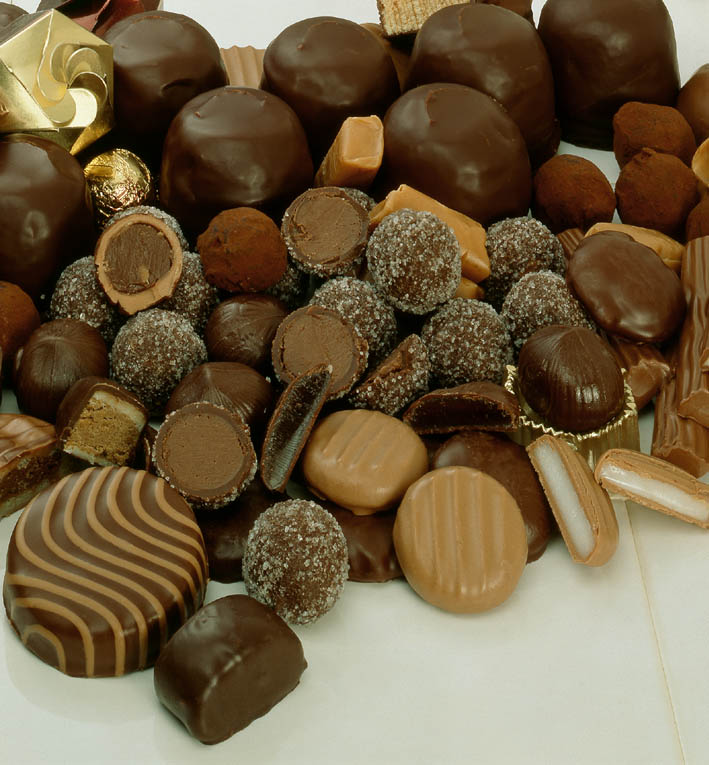
様々な中身の入ったチョコレート菓子。ロントリー・マッキントッシュ社のこのような菓子のセットが歌詞の元になった。

「サボイ・トラッフル」のキーは、基本的にEマイナーに設定されているが、同主調（Eメジャー）に何度も転調を繰り返し、Gメジャーで一時的に終止する。全体的に4分の4拍子で、主にソウルの要素を持っている。
ヴァースの歌詞では、「Creme tangerine（クリーム・タンジェリン）」、「Montelimart（モンテリマ）」、「Ginger sling（ジンジャー・スリング）」など、チョコレートの名前が含まれており、歌詞に登場する「Good news（グッド・ニューズ）」もイギリスの菓子メーカー、ロントリー・マッキントッシュ社のチョコレートの詰め合わせの名前で 、歌詞の大部分はグッド・ニューズの箱の蓋に記載されている名前を流用している。歌詞について、ハリスンは「エリックとつるんでいた時期に書いた笑える曲。当時の彼は虫歯がたくさんあって、本当なら歯医者に行かなきゃならなかった。いつも歯が痛いと言っているのに、たらふくチョコレートを食べていた。とにかく我慢できなくて、チョコレートを見ると食べずにはいられなかったんだ」と語っている。
ビートルズの広報担当であったデレク・テイラーも作詞を手伝っており、2回目のブリッジの「You know that what you eat you are（知ってのとおり、食は人なり）」というフレーズは、テイラーによるアイデアによるもので、テイラーの友人が制作した映画の題名（You are what you eat）に由来している。。なお、同じセクションでは、「We all know Obla-dibla da / But can you show me, where you are?...（みんなオブ・ラ・ディ、オブ・ラ・ダを知っているけど、教えてくれないか、君はどこにいる？）」というマッカートニー作の「オブ・ラ・ディ、オブ・ラ・ダ」への言及が見られる。音楽ジャーナリストのロバート・フォンテノットは、ジョン・レノンと同様にハリスンも同作を嫌っていることから、「マッカートニーの歌に対する、ハリスンなりの意見」と見ている。

## レコーディング
「サボイ・トラッフル」のレコーディングは、1968年10月3日にトライデント・スタジオで開始された。同日に8トラック・レコーダーを使ってベーシック・トラックがレコーディングされ、トラック1にリンゴ・スターのドラム、トラック2にマッカートニーのベース、トラック3にハリスンのリズムギターが録音された。10月5日にハリスンはアコースティック・ギターを弾きながらリード・ボーカルを歌い、部分的にマッカートニーがハーモニー・ボーカルを加えた。
10月11日に場所をEMIレコーディング・スタジオに移し、同日にクリス・トーマスがアレンジを書いたサクソフォーンがトラック6と7にオーバー・ダビングされた。「音が綺麗すぎる」と感じたハリスンは、レコーディング・エンジニアのケン・スコットに音を歪ませることを提案し、サクソフォーンの音にはディストーションとコンプレッサーが強めにかけられた。プレイバックを聴く際に、ハリスンはミュージシャンに対して「プレイバックを聴いてもらう前に、皆さんの素晴らしいサウンドに手を加えたことを謝っておきます。しかし、これが僕が想像していたサウンドなんです」と伝えた。
10月14日にスターのタンバリンとトーマスのオルガンがオーバー・ダビングされた。同日にステレオ・ミックスとモノラル・ミックスが作成されたが、双方でリードギターのミックスが異なっており、モノラル・ミックスでは3番のヴァースに入っているオルガンのパートが消去されている。

## リリース・評価
「サボイ・トラッフル」は、1968年11月22日にアップル・レコードより発売されたオリジナル・アルバム『ザ・ビートルズ』のD面3曲目に収録された。同作では、本作のほかに「ホワイル・マイ・ギター・ジェントリー・ウィープス」、「ピッギーズ」、「ロング・ロング・ロング」とハリスン作の楽曲が4曲収録されており、ハリスンがソングライターとして頭角を現してきたことを示すものとされている。2012年にiTunes Store限定で配信された『トゥモロー・ネバー・ノウズ』にも収録された。
また、2006年にシルク・ドゥ・ソレイユのショーのサウンドトラック盤として発売された『LOVE』に収録の「ドライヴ・マイ・カー / 愛のことば / ホワット・ユー・アー・ドゥーイング」では、本作のサクソフォーンのパートがミックスされている 。2018年に発売された『ザ・ビートルズ (ホワイト・アルバム) 〈スーパー・デラックス・エディション〉』のCD6には、バッキング・トラックのみの音源が収録された。
『メロディ・メイカー』誌のアラン・ウォルシュは「最も叙情的に曖昧なロック」と評価し、音楽評論家のイアン・マクドナルドは「穴埋め」「『ハニー・パイ』のようにナンセンスな曲」と否定的な評価をしている。
一方で、音楽評論家のバリー・マイルズは、『インターナショナル・タイムズ』紙で「LPの中で最高のトラック。美しく、印象派の音楽」と評し、作家のフィリップ・ノーマンはマッカートニー作の「バック・イン・ザ・U.S.S.R.」と共に「アルバムの中で最高のロックンロール・ナンバー」として挙げており、サクソフォーンとリードギターを主体としたサウンドを「刺激的」と称賛している。また、元『クリーム』誌の評論家リチャード・リーゲルは、1996年に「The Ten Most Over- & Underrated Beatles Songs」の中に本作を挙げている。
2018年に『インデペンデント』誌のジェイコブ・ストルワーシーは、アルバム『ザ・ビートルズ』収録曲を対象としたランキングで本作を7位に挙げ、「アルバムで最も過小評価されている楽曲」と評している。

## クレジット
※出典（特記を除く）
ビートルズ
- ジョージ・ハリスン - ダブルトラックのリード・ボーカル、リズムギター、リードギター、アコースティック・ギター（フィル）
- ポール・マッカートニー - バッキング・ボーカル、ベース
- リンゴ・スター - ドラム、タンバリン

外部ミュージシャン
- クリス・トーマス - エレクトリックピアノ、オルガン、サクソフォーンのアレンジ
- アート・エレフソン、ダニー・モス、デレック・コリンズ - テナー・サクソフォーン
- ロニー・ロス、ハリー・クレイン、バーナード・ジョージ - バリトン・サクソフォーン

## カバー・バージョン
- エラ・フィッツジェラルド - 1969年に発売されたアルバム『Ella』に収録[49]。
- テリー・マニング（英語版） - 1970年に発売されたアルバム『Home Sweet Home』に収録[50]。
- フィッシュ - 1994年10月31日にニューヨークで開催されたアルバム『ザ・ビートルズ』に収録の全曲をカバーするライブで演奏。このライブでの演奏は、2002年に発売された4枚組のライブ・アルバム『LIVE PHISH 13　10.31.94』で音源化された[51]。
- ゼイ・マイト・ビー・ジャイアンツ - 2003年に発売されたトリビュート・アルバム『Songs From The Material World: A Tribute To George Harrison』に収録[52]。
- ダーニ・ハリスン - 2014年に開催された『George Fest』で演奏。2016年に映像化された[53]。